# Jozef De Feyter
Jozef De Feyter, né le 11 juillet 1925 à Brecht, et mort le 14 avril 2014 à Malle, est un coureur cycliste belge, professionnel de 1950 à 1958.

## Biographie
En 1953, il court pour l'équipe cycliste Peugeot.

## Palmarès
- 1947
  - 2e de l'Étoile des Amateurs
- 1949
  - 2e du Tour des Flandres des indépendants
- 1950
  - 3e du Circuit de la Meuse
- 1951
  - 1re étape du Tour des Pays-Bas
  - 4e étape du Tour des Pays-Bas
  - Hoeilaart-Diest-Hoeilaart
  - Bruxelles-Izegem
  - De Drie Zustersteden
  - Vaux-Poperinge
  - 2e du Circuit de Flandre centrale
  - 2e du Grand Prix Beeckman-De Caluwé
  - 3e du Grand Prix du 1er mai - Prix d'honneur Vic De Bruyne
  - 3e du Circuit de Belgique centrale
  - 3e du Classement Général du Tour des Pays-Bas
- 1952
  - Tour du Brabant
  - 2e du Grand Prix Frans Melckenbeek
  - 3e de Anvers-Genk
- 1953
  - Grand Prix de la ville de Saint-Nicolas
  - 3e du Tour du Limbourg (Belgique)
- 1954
  - Circuit de Belgique centrale
  - 2e de Kessel-Lier
  - 2e du Prix national de clôture
  - 3e du Circuit du Limbourg
  - 3e de la Coupe Sels
- 1955
  - Grand Prix de la Banque
  - 2e du Circuit de Belgique centrale
  - 3e du Grand Prix de l'Escaut
  - 3e de la Mosselkoers
- 1956
  - 3e du Circuit des régions fruitières
  - 3e du Circuit Mandel-Lys-Escaut
  - 3e du Grand Prix de la ville de Saint-Nicolas
- 1957
  - Mosselkoers
  - 2e du Grand Prix du 1er mai - Prix d'honneur Vic De Bruyne
  - 3e du Circuit de Flandre orientale